# Болярка (Коростенский район)
Болярка (укр. Болярка) — село на Украине, основано в 1890 году, находится в Коростенской городской общине Житомирской области.
Код КОАТУУ — 1822385602. Население по переписи 2001 года составляет 66 человек. Почтовый индекс — 11546. Телефонный код — 4142. Занимает площадь 0,415 км².